# Ungarische Badminton-Mannschaftsmeisterschaft 2008
Die Ungarische Badminton-Mannschaftsmeisterschaft 2008 war die 40. Auflage des Teamwettstreits in Ungarn. Es wurde ein Wettbewerb für gemischte Mannschaften ausgetragen. Meister wurde das Team von Debreceni TC-DSI.

## Endstand
| Platz | Mannschaft |
| ----- | --- |
| 1.    | Debreceni TC-DSI (Balázs Boros, Péter Kapitány, Attila Kaposi, Henrik Tóth, Ákos Varga, György Vislóczki, Zsuzsa Czifra, Csilla Fórián, Mónika Kispál, Orsolya Varga) |
| 2.    | Honvéd Zrínyi SE |
| 3.    | Sportiskola SE |
| 4.    | Alba-Toll SE |